# Steingräber bei Labömitz
Die Steingräber bei Labömitz waren mehrere teilweise megalithische Grabanlagen unbekannter Zahl der jungsteinzeitlichen Trichterbecherkultur bei Labömitz, einem Ortsteil von Benz auf Usedom im Landkreis Vorpommern-Greifswald (Mecklenburg-Vorpommern). Von diesen existieren heute nur noch zwei. Die restlichen Gräber wurden im 19. Jahrhundert zerstört. Zwei von ihnen wurden 1884 abgetragen und dabei genauer untersucht. Die dabei gemachten Funde gelangten ins Museum von Stettin. Eine genaue Unterscheidung der Gräber in Großsteingräber und kleinere Steinkisten ist nicht sicher möglich.

## Lage
Das erhaltene Grab Fpl. 1 befindet sich südlich von Labömitz an der Gemarkungsgrenze zu Katschow, etwa 100 m östlich der dorthin führenden Straße. Das Grab Fpl. 15 liegt 1 km nördlich hiervon in einem Waldstück. Die im 19. Jahrhundert zerstörten Anlagen befanden sich nördlich oder nordöstlich von Labömitz am Fuß einer Anhöhe und verteilten sich auf einer Fläche von etwa 30 × 100 m. Hierzu gehörten auch die beiden 1885 untersuchten Gräber, von denen das kleinere etwa 30 m südöstlich des größeren lag. Nördlich von Labömitz befand sich das Großsteingrab Benz, südwestlich das Großsteingrab Katschow.

## Beschreibung

### Erhaltene Gräber

#### Grab Fpl. 1
Das Grab besitzt einen länglichen Hügel, auf dem mehrere große Steine liegen. Das ursprüngliche Aussehen der Anlage lässt sich nicht rekonstruieren, zumal es sich bei einigen Steinen um Lesesteine handeln dürfte.

#### Grab Fpl. 15
Über dieses Grab liegt nur die Angabe vor, dass es sich um ein Langbett handelt.

### Zerstörte Gräber

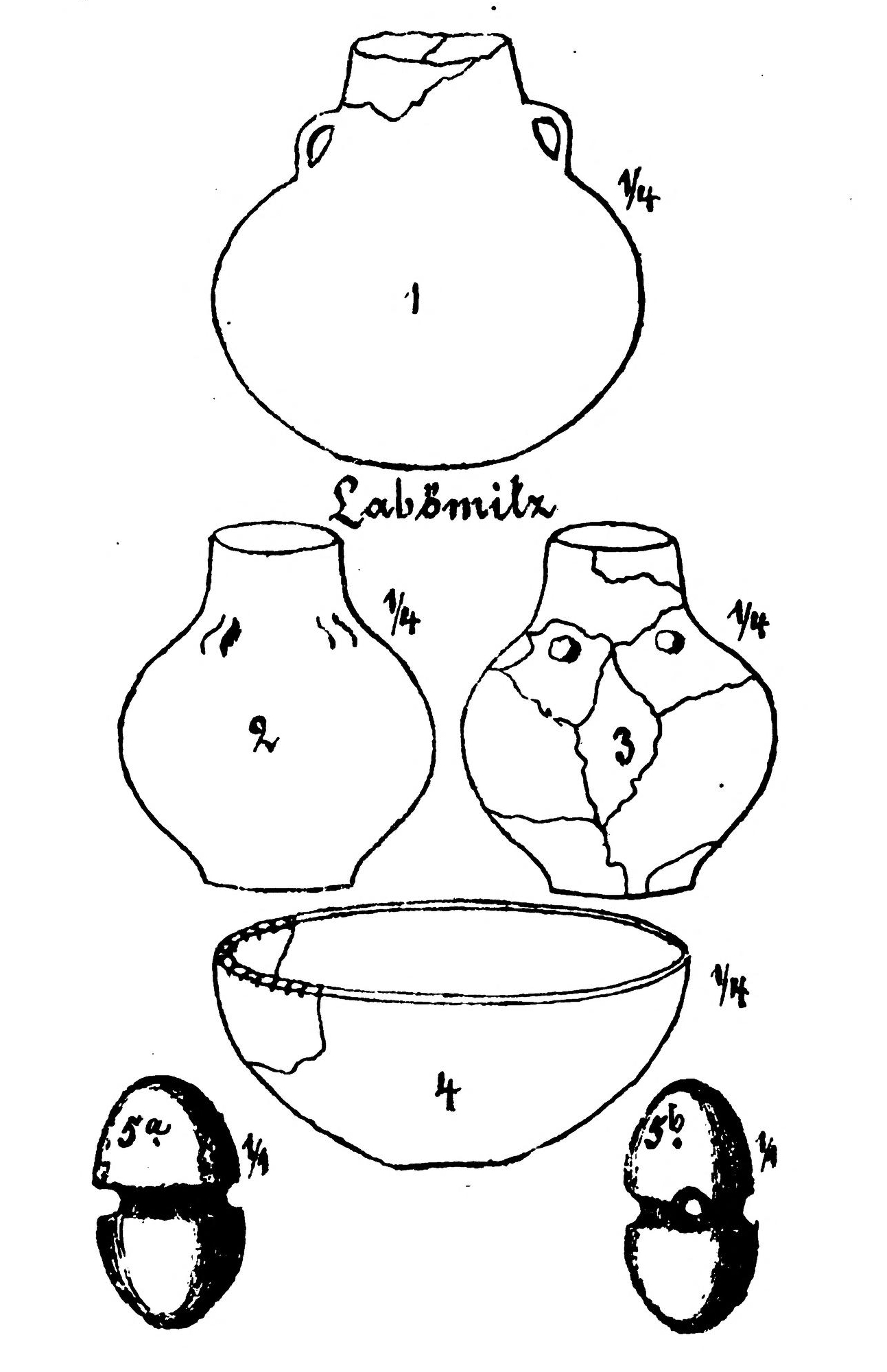
Funde aus den 1884 zerstörten Gräbern. 1–4: Gefäße aus Grab 1; 5: Bernstein-Perle aus Grab 2

#### Grab 1
Das Grab besaß eine Grabkammer mit einer Länge von 3 m, einer Breite von 1 m und einer Tiefe von etwa 0,9 m; die Ausrichtung ist nicht überliefert. Die Kammer war in die Erde eingetieft und ragte nur wenig über den Boden hinaus. Ihre Seitenwände bestanden aus großen Findlingen, deren Zwischenräume mit Trockenmauerwerk ausgefüllt waren. Die Kammer besaß drei Decksteine und ein Bodenpflaster aus Steinplatten. Trotz ihrer Größe wurde die Anlage von Ewald Schuldt und Hans-Jürgen Beier als Steinkiste klassifiziert, Ingeburg Nilius vermied diesen Begriff und sprach das Grab allgemeiner als in den Boden eingetieftes Steingrab an.
In der Grabkammer wurden menschliche Skelettreste von zwei Individuen gefunden. Die Beinknochen waren noch gut erhalten. Außerdem wurden zahlreiche Grabbeigaben gefunden, die zum Teil aus einer Nachbestattung der Kugelamphoren-Kultur stammten. Hierzu gehörten acht Keramikgefäße, von denen ein vierhenkliger Topf, eine Kugelamphore und das Bruchstück einer Warzenschüssel erhalten sind. Vier nicht näher beschriebene Gefäße sind verloren, von einer zweiten geborgenen Kugelamphore sind nur noch zwei Henkel erhalten. An Steingeräten wurden ein dicknackiges Beil, ein dünnblattiges Beil sowie ein vollständiges und ein bruchstückhaft erhaltenes Flachbeil gefunden. Nicht erhalten sind mehrere Feuerstein-Klingen, Äxte und Meißel.
Westlich, direkt neben der Kammer, war bereits vor 1884 ein menschliches Skelett entdeckt worden.

#### Grab 2
Das zweite kleinere Grab besaß eine Kammer mit einer Länge von 1 m, einer Breite von 0,5 m und einer Tiefe von etwa 0,9 m. Sie besaß an den Langseiten auf die Kante gestellte Findlinge, die Schmalseiten bestanden aus Steinpackungen. Obwohl die Größe hier eher für eine typische Steinkiste spricht, wurde das Grab von Schuldt als Großsteingrab unbestimmbaren Typs und von Beier nur als vermutliche Steinkiste klassifiziert.
Knochenreste wurden hier nicht angetroffen. Auch dieses Grab enthielt zahlreiche Beigaben. Hierzu zählten mehrere Keramikgefäße, von denen nur eines genauer beschrieben wurde: Es war etwa faustgroß und mit einem Stein abgedeckt. Darin wurden mehrere Bernstein-Perlen gefunden, von denen zwei doppelkeulenförmig und eine scheibenförmig waren. Weiterhin enthielt das Grab mehrere Steingeräte, darunter einen Meißel, der als einziger Fundgegenstand noch erhalten ist.